# William von Goeben

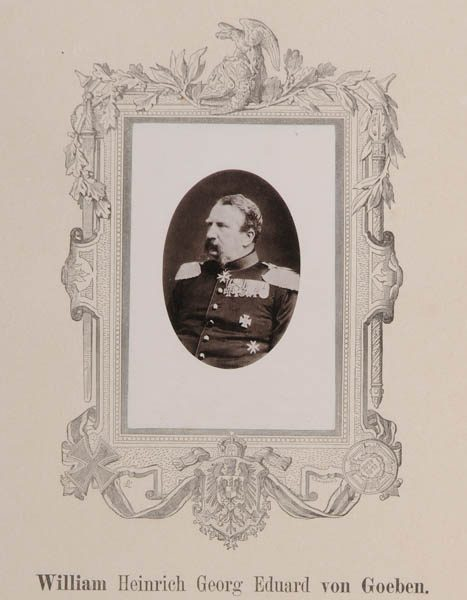
William von Goeben (1818–1902)

William Heinrich Georg Eduard von Goeben, auch Wilhelm (Heinrich Georg) von Goeben (* 30. Juli 1818 in Stade; † 19. April 1902 in Lauenstein (Salzhemmendorf)) war ein preußischer General der Infanterie.

## Leben

### Herkunft
Goeben entstammte einer zum Uradel des Herzogtums Bremen gehörenden Familie. Er war ein Sohn von Wilhelm von Goeben (1791–1872) und dessen Ehefrau Johanna, geborene Kuckuck-Walden (1792–1832). Sein Vater hatte mit der King’s German Legion in Spanien gekämpft, war Major a. D. und Direktor der Witwenkasse für die Hof- und Zivildienerschaft in Hannover. William war der jüngere Bruder des Generals der Infanterie August Karl von Goeben.

### Militärkarriere
Goeben besuchte das Gymnasium in Celle und trat am 1. Oktober 1834 als Kadett in das 3. Linienbataillon der Hannoverschen Armee ein. Am 1. Juli 1836 erhielt er den Titel als Sekondeleutnant und am 16. März 1838 avancierte er zum Sekondeleutnant im mittlerweile zum Regiment formierte Verband. Als Premierleutnant nahm Goeben 1848 während des Feldzuges gegen Dänemark an den Gefechten bei Bilschau und Oeversee teil. Mitte Mai 1853 wurde er Hauptmann und Ende Mai 1855 als Kompaniechef in das 4. Infanterie-Regiment versetzt. Am 22. Mai 1860 stieg Goeben zum Major im 2. leichten Bataillon auf und erhielt ein Jahr später das Kommando über das II. Bataillon im 4. Infanterie-Regiment, mit dem er während des Krieges gegen Dänemark 1864 zum Küstenschutz nach Bremerhaven abkommandiert war. Als Oberstleutnant und Bataillonskommandeur im 6. Infanterie-Regiment nahm er 1866 während des Krieges gegen Preußen an der Schlacht bei Langensalza teil. Nach dem verlorenen Krieg und der Annexion des Königreichs Hannover nahm Goeben am 3. Januar 1867 seinen Abschied.
Er trat daraufhin am 9. März 1867 als Oberstleutnant mit Patent vom 23. Mai 1866 in die Preußische Armee ein. Zunächst wurde Goeben dem 5. Westfälischen Infanterie-Regiment Nr. 53 aggregiert und am 11. April 1867 als Kommandeur des I. Bataillons einrangiert. Nach seiner Beförderung zum Oberst erhielt er am 6. Juni 1868 das Kommando über das 2. Posensche Infanterie-Regiment Nr. 19. Dieses Regiment führte er 1870/71 im Krieg gegen Frankreich bei der Belagerung von Metz, den Schlachten bei Noisseville, Bapaume und Saint-Quentin sowie in den Gefechten bei Chieulles, Rupigny-Malroy, Petit Masle, Woippy und Bellevue. Ausgezeichnet mit beiden Klassen des Eisernen Kreuzes kehrte er in die Heimat zurück und wurde am 13. April 1872 unter Stellung à la suite seines Regiments zum Kommandeur der 18. Infanterie-Brigade in Liegnitz ernannt. In gleicher Eigenschaft übernahm er am 4. Februar 1873 die 30. Infanterie-Brigade in Koblenz und avancierte am 22. März 1873 zum Generalmajor. Daran schloss sich ab dem 14. Juli 1877 eine Verwendung als Kommandant von Mainz sowie am 18. Oktober 1877 die Beförderung zum Generalleutnant an. Anlässlich des Ordensfestes 1880 erhielt Goeben den Stern zum Roten Adlerorden II. Klasse mit Eichenlaub. Unter Verleihung des Kronenordens I. Klasse wurde er am 11. Oktober 1881 mit Pension zur Disposition gestellt.
Nach seiner Verabschiedung verlieh ihm Kaiser Wilhelm II. am 19. Januar 1896 aus Anlass der 25-jährigen Wiederkehr des Tages der Schlacht von Saint-Quentin den Charakter als General der Infanterie.

### Familie
Er heiratete am 10. Dezember 1848 Auguste von Pufendorf (1815–1888). Aus der Ehe gingen mehrere Kinder hervor.